# 科潘卡 (巴拉克列亞區)
49°29′0″N 36°35′45″E / 49.48333°N 36.59583°E
科潘卡（烏克蘭語：Копанка）是位於烏克蘭東部的村莊，由哈爾科夫州伊久姆區的頓涅茨市鎮負責管轄。該村始建於1902年，面積0.47平方公里，海拔高度88米，2001年人口141，人口密度每平方公里299.4人。